# Walter McGinn
Walter McGinn (Providence, 6 juli 1936 – Los Angeles, 31 maart 1977) was een Amerikaans acteur.

## Biografie
Walter McGinn werd in 1936 geboren in Providence (Rhode Island). Hij behaalde een bachelordiploma aan de Boston University School of Fine Arts. Aan de universiteit leerde hij John Cazale kennen, met wie hij goed bevriend raakte.
In de jaren 1960 was McGinn regelmatig aan het werk te zien op Broadway. Hij maakte zijn debuut in het toneelstuk The Subject Was Roses. In 1974 maakte hij zijn filmdebuut in The Parallax View. Hij werd gecast door regisseur Alan J. Pakula, die hem aan het werk had gezien als Tom Daley in een voorstelling van That Championship Season van schrijver Jason Miller. Een jaar later was McGinn ook te zien in Three Days of the Condor van regisseur Sydney Pollack. Daarnaast vertolkte hij ook verschillende rollen in de tv-series Kojak en Serpico. Zijn laatste film was het drama Bobby Deerfield, dat eveneens door Pollack geregisseerd werd.
Op 2 mei 1976 huwde hij met theaterproducente Robyn Goodman.
McGinn overleed op 31 maart 1977 na een verkeersongeluk op Interstate 210. Hij probeerde een obstakel te ontwijken en reed daardoor in op een geparkeerde vrachtwagen. Later dat jaar werd hij genomineerd voor een Emmy Award voor zijn rol als Louis Howe in de tv-film Eleanor and Franklin: The White House Years. 
Het "McGinn/Cazale Theatre" op Broadway is een kleine theaterzaal die in 1984 naar hem en zijn vriend John Cazale werd genoemd. Cazale was eveneens een acteur en overleed een jaar na McGinn ten gevolge van kanker.

## Nominaties
Emmy Award
- Beste acteur in een bijrol (comedy/drama special) – Eleanor and Franklin: The White House Years (1977)

## Filmografie

### Film
- The Parallax View (1974)
- Farewell, My Lovely (1975)
- Three Days of the Condor (1975)
- Bobby Deerfield (1977)

### Televisie
- N.Y.P.D. (1969)
- Harry O (1974)
- Lincoln (1975)
- Delancey Street: The Crisis Within (1975)
- The Night That Panicked America (1975)
- Guilty or Innocent: The Sam Sheppard Murder Case (1975)
- Medical Center (1975)
- Kojak (1974–1976)
- Serpico (1976)
- Eleanor and Franklin: The White House Years (1977)
- The Deadliest Season (1977)
- Kill Me If You Can (1977)